# NAPG
NAPG‏ (NSF attachment protein gamma) هوَ بروتين يُشَفر بواسطة جين NAPG في الإنسان.